# Schwartziella
Schwartziella is een geslacht van weekdieren uit de klasse van de Gastropoda (slakken).

## Soorten
- Schwartziella abacocubensis Espinosa & Ortea, 2002
- Schwartziella abundata Rolán & Luque, 2000
- Schwartziella africana (Dautzenberg, 1912)
- Schwartziella angularis Rolán & Luque, 2000
- Schwartziella bakeri (Bartsch, 1902)
- Schwartziella bicrepida (Weisbord, 1962) †
- Schwartziella bryerea (Montagu, 1803)
- Schwartziella burragei (Bartsch, 1915)
- Schwartziella californica (Bartsch, 1915)
- Schwartziella cancapae Rolán & Luque, 2000
- Schwartziella catesbyana (d'Orbigny, 1842)
- Schwartziella chesnelii (Michaud, 1830)
- Schwartziella clandestina (C. B. Adams, 1852)
- Schwartziella cleo (Bartsch, 1915)
- Schwartziella congenita (E. A. Smith, 1890)
- Schwartziella corrugata Rolán & Luque, 2000
- Schwartziella crassior (Dautzenberg, 1912)
- Schwartziella dalli (Bartsch, 1915)
- Schwartziella delicatula (Laseron, 1956)
- Schwartziella depressa Rolán & Luque, 2000
- Schwartziella dubiosa (C. B. Adams, 1850)
- Schwartziella effusa (Mörch, 1860)
- Schwartziella firmata (C. B. Adams, 1852)
- Schwartziella fischeri (Desjardin, 1949)
- Schwartziella fiscina (Cotton, 1952)
- Schwartziella floridana (Olsson & Harbison, 1953)
- Schwartziella fulgida Rolán & Luque, 2000
- Schwartziella gibbera Rolán & Luque, 2000
- Schwartziella gradata Rolán & Luque, 2000
- Schwartziella grata (Cotton, 1952)
- Schwartziella hannai (Smith & Gordon, 1948)
- Schwartziella harpa (Gardner, 1948) †
- Schwartziella helenae (E. A. Smith, 1890)
- Schwartziella hoenselaari Rolán & Luque, 2000
- Schwartziella inconspicua (Brazier, 1877)
- Schwartziella inscripta Rolán & Luque, 2000
- Schwartziella irregularis Rolán & Luque, 2000
- Schwartziella laevissima (C. B. Adams, 1850)
- Schwartziella laseroni (Chang & Wu, 2004)
- Schwartziella lata Laseron, 1956
- Schwartziella leucophanes (Tomlin, 1931)
- Schwartziella luisalvarezi Rolán & Fernández-Garcés, 2010
- Schwartziella luisi Rolán & Luque, 2000
- Schwartziella maiquetiana (Weisbord, 1962) †
- Schwartziella mellissi (E. A. Smith, 1890)
- Schwartziella minima Rolán & Luque, 2000
- Schwartziella minor (C. B. Adams, 1850)
- Schwartziella mizunamiensis (Itoigawa & Nishimoto, 1984)
- Schwartziella nereina (Bartsch, 1915)
- Schwartziella newcombei (Dall, 1897)
- Schwartziella obesa Rolán & Luque, 2000
- Schwartziella orientalis (G. Nevill, 1881)
- Schwartziella paradoxa Rolán & Luque, 2000
- Schwartziella paucicostata Rolán & Luque, 2000
- Schwartziella pavita Rolán & Luque, 2000
- Schwartziella peregrina Gofas, 2007
- Schwartziella puncticulata Rolán & Luque, 2000
- Schwartziella rarilineata Rolán & Luque, 2000
- Schwartziella rectilinea Rolán & Luque, 2000
- Schwartziella robusta Rolán & Luque, 2000
- Schwartziella sanmartini Rolán & Luque, 2000
- Schwartziella scalarella (C. B. Adams, 1845)
- Schwartziella scalarioides (Philippi, 1848)
- Schwartziella scalaroides (C. B. Adams, 1850)
- Schwartziella sculpturata Rolán & Luque, 2000
- Schwartziella similiter Rolán & Luque, 2000
- Schwartziella sulcostriata Rolán & Luque, 2000
- Schwartziella triticea (Pease, 1861)
- Schwartziella turtoni (E. A. Smith, 1890)
- Schwartziella typica Rolán & Luque, 2000
- Schwartziella vanpeli (De Jong & Coomans, 1988)
- Schwartziella venezuelana (Weisbord, 1962) †
- Schwartziella willetti (Strong, 1938)
- Schwartziella woodwardii (Carpenter, 1857)
- Schwartziella yoguii Rolán & Fernández-Garcés, 2010
- Schwartziella yragoae Rolán & Hernández, 2003